# Джамбаван
Джамбаван(тха) (санскр. जाम्‍बवान) — герой «Рамаяны», «Махабхараты» и «Бхагавата-пураны», Рикша-раджа — царь медведей, принадлежащий к расе обезьян (Шримад-Бхагаватам 11.12.3-6 комм.), иногда изображается в виде медведя, отец Джамбавати (жены Кришны).
Возглавлял войско медведей в военном походе Рамы на Ланку. Помог Раме отыскать Ситу и сразить Равану. Вступил в поединок с Раваной, который под его натиском потерял сознание и упал со своей колесницы. Присутствовал при пахтании Молочного океана.
В «Махабхарате» и «Бхагавата-пуране» описывается история с камнем Сьямантака. Младший брат Сатраджита, Прасена, желая похвалиться богатством семьи, разъезжает по окрестностям с камнем Сьямантака. В лесу его убивает лев и похищает камень. Слух об этом доходит до Джамбавана, который убивает льва в пещере и забирает камень себе. Кришна отправляется в лес на поиски Сьямантаки. В лесу Кришна обнаруживает пещеру, в которой встречает сына Джамбавана, играющего с камнем. Нянька поднимает крик, на который является Джамбаван. Посчитав Кришну за обычного человека, он вызывает его на бой. Сражаясь, Джамбаван понимает, что его противник обладает сверхчеловеческой силой и узнаёт в нём Верховную Личность. Желая угодить Кришне, он отдаёт ему вместе с камнем свою дочь Джамбавати. Впоследствии Джамбавати рождает от Кришны 10 сыновей: Самба, Сумитра, Пуруджит, Шатаджит, Сахасраджит, Виджая, Читракету, Васуман, Дравида и Крату.